# Pappophorum hassleri
Pappophorum hassleri är en gräsart som beskrevs av Eduard Hackel. Pappophorum hassleri ingår i släktet Pappophorum och familjen gräs. Inga underarter finns listade i Catalogue of Life.